# Jacques de Sores
Jacques de Sores (fl. XVI secolo) è stato un pirata e corsaro francese, originario della Normandia, vissuto a metà del XVI secolo e attivo tra il 1553 e il 1570.
Soprannominato “l'angelo sterminatore”, fu uno dei primi corsari ugonotti a lottare contro la Spagna al momento della rapida diffusione del protestantesimo in Francia.
Insieme al pirata francese François Le Clerc, detto Peg Leg o Jambe de bois a causa della sua gamba di legno, partì dalla Francia nel 1553 con tre navi con una lettera di corsa di Francesco I, che voleva interrompere l'afflusso in Spagna delle ricchezze provenienti dal Nuovo Mondo. 
Nel 1555 divenne noto per aver saccheggiato senza difficoltà L'Avana, alla ricerca dell'oro spagnolo, e per aver incendiato la città e il porto.
La facilità con cui de Sores catturò la capitale cubana spinse la Corona spagnola ad avviare un massiccio programma di fortificazione, con la costruzione del Castillo de la Real Fuerza in sostituzione della fortezza della Vieja Fuerza distrutta da de Sores, e successivamente del Castillo de los Tres Reyes Magos del Morro e del Castillo de San Salvador de la Punta costruiti sui lati opposti dell'ingresso al porto dell'Avana.
Altro fatto noto che vide coinvolto de Soares è l'abbordaggio del galeone mercantile portoghese São Tiago la mattina del 15 luglio 1570 al largo di Santa Cruz de La Palma nelle isole Canarie e la successiva ucciisione dei 40 gesuiti presenti a bordo diretti verso il Brasile, tra cui Inácio de Azevedo.